# Bundesautobahn 49

A 49-Planung; blau: heutiger Autobahnausbau, orange: geplant im Jahr 1976

Die Bundesautobahn 49 (Abkürzung: BAB 49) – Kurzform: Autobahn 49 (Abkürzung: A 49) – ist eine durch Nord- und Mittelhessen verlaufende Bundesautobahn. Sie verbindet Kassel über Fritzlar, Schwalmstadt, Stadtallendorf und Homberg (Ohm) mit der A 5 und stellt somit eine etwas kürzere Alternativroute zur viel befahrenen Strecke der A 7 über das Hattenbacher Dreieck dar. Während der nördliche Abschnitt von Kassel bis Borken ab Ende der 1960er Jahre Schritt für Schritt erbaut wurde, wurde die südliche Fortsetzung von Neuental bis an die A 5 Gegenstand harter politischer Debatten, die in etlichen Protestaktionen, Klagen und einer Besetzung des für die Trasse zu rodenden Dannenröder Forsts mündeten, und konnte erst in den 2020er Jahren vollständig realisiert werden. Bis heute gilt der Lückenschluss als einer der umkämpftesten Autobahnabschnitte Deutschlands und wurde zum Symbol des Kampfs für den Natur- und Klimaschutz.

## Streckenführung
Die A 49 zweigt am Autobahnkreuz Kassel-Mitte von der A 7 ab und wird im Bereich der Städte Kassel, wo sie die Fulda überquert, und Baunatal als Stadtautobahn geführt. Über das Autobahnkreuz Kassel-West ist sie dann mit der A 44 verbunden. Ab hier verläuft sie gen Süden und durchquert das Gebiet der im Schwalm-Eder-Kreis gelegenen Gemeinden Edermünde, Gudensberg, Fritzlar, Wabern, Borken, Neuental und Schwalmstadt. Ab Gudensberg werden die Flüsse Ems, Eder und Schwalm durch zahlreiche Talbrücken überquert. Die Schwalm wird gleich zweimal überbrückt. Der südliche Streckenabschnitt schließt die Städte Neustadt (Hessen), Stadtallendorf und Homberg (Ohm) in einem etwas kurvigeren Verlauf an. Die Autobahn endet nun am Dreieck Ohmtal an der Bundesautobahn 5.
Für den Fernverkehr, insbesondere den Schwerlastverkehr zwischen Hamburg und Frankfurt am Main, gibt es mit der A 49 eine rund 13 Kilometer kürzere Alternativstrecke zur A 7 und A 5, die nicht durch die steigungsreichen Autobahnabschnitte zwischen Kassel, Homberg/Efze, Kirchheim und Alsfeld führt.

## Planungsgeschichte und Bau
Ursprünglich sollte die A  49 von Kassel über Fritzlar, Schwalmstadt, Stadtallendorf und entgegen der realisierten Variante Kirchhain und Staufenberg nach Gießen und weiter über Butzbach, Bad Nauheim und Friedberg nach Frankfurt am Main verlaufen. Ab dem heutigen Preungesheimer Dreieck wäre die A  49 auf der Trasse der jetzigen A 661 geführt worden und über Offenbach am Main und Egelsbach nach Darmstadt verlaufen, wo südlich der Stadt ein Anschluss an die A  5 erreicht werden sollte. Zunächst waren in den 1960er Jahren unzusammenhängende Vorhaben ins Auge gefasst worden, die später in den ab dem 1. Januar 1975 als A 49 gewidmeten Streckenzug Aufnahme finden sollten.

### Realisierter Abschnitt Kassel–Borken/Neuental und ursprüngliche Planung Richtung Gießen
In der Bachstraße in Lohfelden wurden einige Häuser abgerissen, damit die künftige Autobahn zur Hauptstraße führt, die geplante Trasse für diese Anbindung wurde jedoch nicht genutzt und stattdessen der Lohfeldener Rüssel realisiert. 1967/68 war eine vierstreifige Ausfallstraße von Kassel-Niederzwehren zum Abzweig Felsberg fertiggestellt worden, ohne dass zunächst an eine Fortführung der Trasse nach Gießen gedacht war. Zwischen Marburg und Gießen hingegen existierten bereits Planungen für einen autobahnähnlichen Neubau der B 3.
Anfang der 1970er Jahre wurde ein durchgehend vierstreifiger, autobahnähnlicher Neubau der B 3 von Kassel über Gießen nach Frankfurt in die Planungen für den Ausbau der Bundesfernstraßen bis 1985 aufgenommen. 1973 fand sich für diese Verbindung in den Karten eine Linie von Lohfelden–Südumfahrung Kassel–Baunatal–Edermünde–Gudensberg–Fritzlar–Kleinenglis–Neuental–Schwalmstadt–Stadtallendorf–Kirchhain–Hassenhausen südlich Marburg, wo die Trasse auf die Strecke Marburg–Gießen treffen sollte. 1976 wurde die Planung zwischen Kirchhain und Gießen verändert: Die Trasse sollte nunmehr von Ebsdorf über Ilschhausen nach Odenhausen (Lahn) verlaufen, wo ein Kreuz mit der (geplanten) A 4 geplant war.
Ein Jahr später verschwand die Verbindung zwischen Kirchhain und Odenhausen (Lahn) gänzlich aus den Plänen. Stattdessen sollte die A 49 bei Kirchhain in diese geplante A 4 münden, die aus dem Raum Wetter über Kirchhain, Homberg (Ohm) zur A 5 bei Lumda geführt werden sollte. Im Jahre 1979 war in den Karten die genannte Trasse der A 4 von Wetter über Kirchhain nach Lumda gestrichen. Stattdessen wurde nunmehr die Planung zwischen Kirchhain und Lumda für die A 49 aufgegriffen. Die Verbindung Marburg–Gießen war als A 485 bezeichnet. Im Zweiten Gesetz vom 25. August 1980 zur Änderung des Gesetzes über den Ausbau der Bundesfernstraßen in den Jahren 1971 bis 1985 war diese Trassenführung in Dringlichkeitsstufe I enthalten. Mit dem Dritten Gesetz vom 21. April 1986 zur Änderung des Gesetzes über den Ausbau der Bundesfernstraßen blieb es bei dieser Variante, wobei der Abschnitt zwischen der B 454 bei Kirchhain und der A 5 nur noch in der weiteren Planung vorgesehen war.
Nachdem in den Jahren ab 1974 bis 1980 der nördliche Abschnitt von Kassel bis Borken schrittweise fertiggestellt worden war (siehe Tabelle), kam der Weiterbau der A 49 mit der Fertigstellung des Teilabschnittes Borken–Neuental im Dezember 1994 zunächst völlig zum Erliegen.
Die Autobahn wurde in folgenden Abschnitten fertiggestellt:
| Abschnitt                                     | Freigabe         | Länge   | Bemerkungen                                                              |
| --------------------------------------------- | ---------------- | ------- | ------------------------------------------------------------------------ |
| Kassel-Niederzwehren–Abzweig Felsberg (B 254) | 1967/1968        | 08,0 km | zunächst als B 3 gewidmet, Aufstufung zur Bundesautobahn: 1. Januar 1975 |
| AS Felsberg–AS Gudensberg                     | 1974             | 04,5 km |                                                                          |
| AS Gudensberg–AS Fritzlar                     | 1975             | 06,5 km |                                                                          |
| AS Fritzlar–AS Borken                         | 1980             | 11,3 km | erste Fahrbahn                                                           |
| AK Kassel-Mitte–AS Kassel-Niederzwehren       | 1980             | 06,3 km |                                                                          |
| AS Fritzlar–AS Borken                         | 1980             | 11,3 km | zweite Fahrbahn                                                          |
| AS Borken–AS Neuental                         | 1. Dezember 1994 | 08,3 km |                                                                          |
| AS Neuental–AS Schwalmstadt                   | 30. Juni 2022    | 11,8 km |                                                                          |
| AS Schwalmstadt–AS Stadtallendorf Nord        | 21. März 2025    | 13,3 km |                                                                          |
| AS Stadtallendorf Nord–AD Ohmtal (A 5)        | 21. März 2025    | 17,5 km |                                                                          |

### Realisierter Abschnitt Borken/Neuental–A 5 in neuer Planung und politische Debatte
Das Land Hessen nahm in den 2000er Jahren die Planungen für den Lückenschluss in südlicher Richtung wieder auf. Dabei wurde die Trassenführung erneut zwischen Neustadt (Hessen) und Homberg (Ohm) verändert. Nun kam es zur anschließend realisierten Variante östlich an Stadtallendorf und Homberg (Ohm) vorbei und bei Rülfenrod bzw. Gemünden (Felda) an die A 5.
Das Planfeststellungsverfahren für den drittletzten Abschnitt vom bisherigen Ausbauende bei Neuental bis nach Schwalmstadt ist im September 2007 mit der Unterzeichnung des Planfeststellungsbeschlusses abgeschlossen worden. Der BUND klagte im Januar 2008 vor dem Bundesverwaltungsgericht in Leipzig gegen den geplanten Ausbau. Allerdings wurde der Weiterbau der A 49 durch Bundesgesetz für sofort vollziehbar erklärt, weshalb die Klage den Baubeginn nicht hätte verzögern können. Im April 2009 zog der BUND die Klage gegen dieses Teilstück zurück. Der Bau des Abschnitts zwischen Neuental und Schwalmstadt wurde 2010 mit der Aufnahme von Vorabmaßnahmen begonnen, nachdem eine Finanzierungszusage des Bundes vorlag, die zuvor trotz erfolgter Planfeststellung mehrere Jahre ausstand. 2015 wurde der Tunnel bei Frankenhain im Rohbau fertiggestellt. Am 16. Juli 2015 gab der damalige Bundesverkehrsminister Alexander Dobrindt seine Zusage zu 120 Mio. Euro, damit stand die komplette Finanzierung dieses Abschnitts. Im Oktober 2015 wurde mit den Bauarbeiten am bisherigen Autobahnende in Neuental begonnen.
Der Planfeststellungsbeschluss für den vorletzten Abschnitt zwischen Schwalmstadt und Stadtallendorf Nord wurde am 4. Januar 2012 vom damaligen hessischen Verkehrsminister Dieter Posch (FDP) unterzeichnet. Im Mai 2012 klagte der Naturschutzbund Hessen gegen diesen Abschnitt wegen des vermeintlich unzureichenden Schutzes von Fledermäusen, nahm diese Klage jedoch im Juni 2013 wegen gesunkener Erfolgsaussichten zurück. Dieser vorletzte Abschnitt wurde in einem öffentlich-privaten Projekt (ÖPP) mit Geldern von Unternehmen finanziert. Diese Geldgeber betreiben üblicherweise die Strecken und erhalten im Gegenzug jahrzehntelang die Einnahmen der LKW-Maut. Im Koalitionsvertrag zwischen der hessischen CDU und den hessischen Bündnis 90/Die Grünen für die 20. Legislaturperiode wurde am 23. Dezember 2018 vertraglich festgehalten, dass die A 49 fertiggestellt wird. Am 2. Juli 2020 bestimmte die DEGES die STRABAG Infrastrukturprojekt GmbH als ÖPP-Partner.
Das Planfeststellungsverfahren für den letzten Abschnitt zwischen Stadtallendorf Nord und der Bundesautobahn 5 sollte ursprünglich bereits im Jahre 2004 abgeschlossen sein; zunächst sollte die A 49 mitten durch den östlich von Stadtallendorf gelegenen Herrenwald geführt werden. Im Jahr 2003 schlug das Regierungspräsidium Gießen den Herrenwald wegen seiner vielen seltenen Lebensräume und Tierarten – unter anderem existiert dort eine Population von Kammmolchen – als europäisches Fauna-Flora-Habitat-Schutzgebiet (FFH-Gebiet) vor. 2004 erfolgte die Anerkennung. Der damalige hessische Verkehrsminister Alois Rhiel (CDU) stellte daher im Herbst 2005 eine Alternativtrasse vor, die näher an Stadtallendorf liegt, den Herrenwald aber nur am Rande anschneidet. Der Planfeststellungsbeschluss für den letzten Abschnitt wurde am 30. Mai 2012 erteilt. Eine Klage zweier Naturschutzvereine gegen den Planfeststellungsbeschluss wurde vom Bundesverwaltungsgericht in Leipzig am 23. April 2014 abgewiesen. Der letzte Abschnitt wurde ebenfalls in einem öffentlich-privaten Projekt (ÖPP) mit der STRABAG finanziert. Die letzten drei Klagen wurden am 23. Juni und 2. Juli 2020 abgewiesen.

Aufgrund der Finanzierungszusage war Mitte 2015 mit einer Fertigstellung der A 49 im Jahr 2021 gerechnet worden. Schließlich wurde im Jahr 2020 zu Beginn der Bauvorbereitungsmaßnahmen die Fertigstellung der A 49 von Neuental bis zur A 5 auf das Jahr 2024 verschoben.

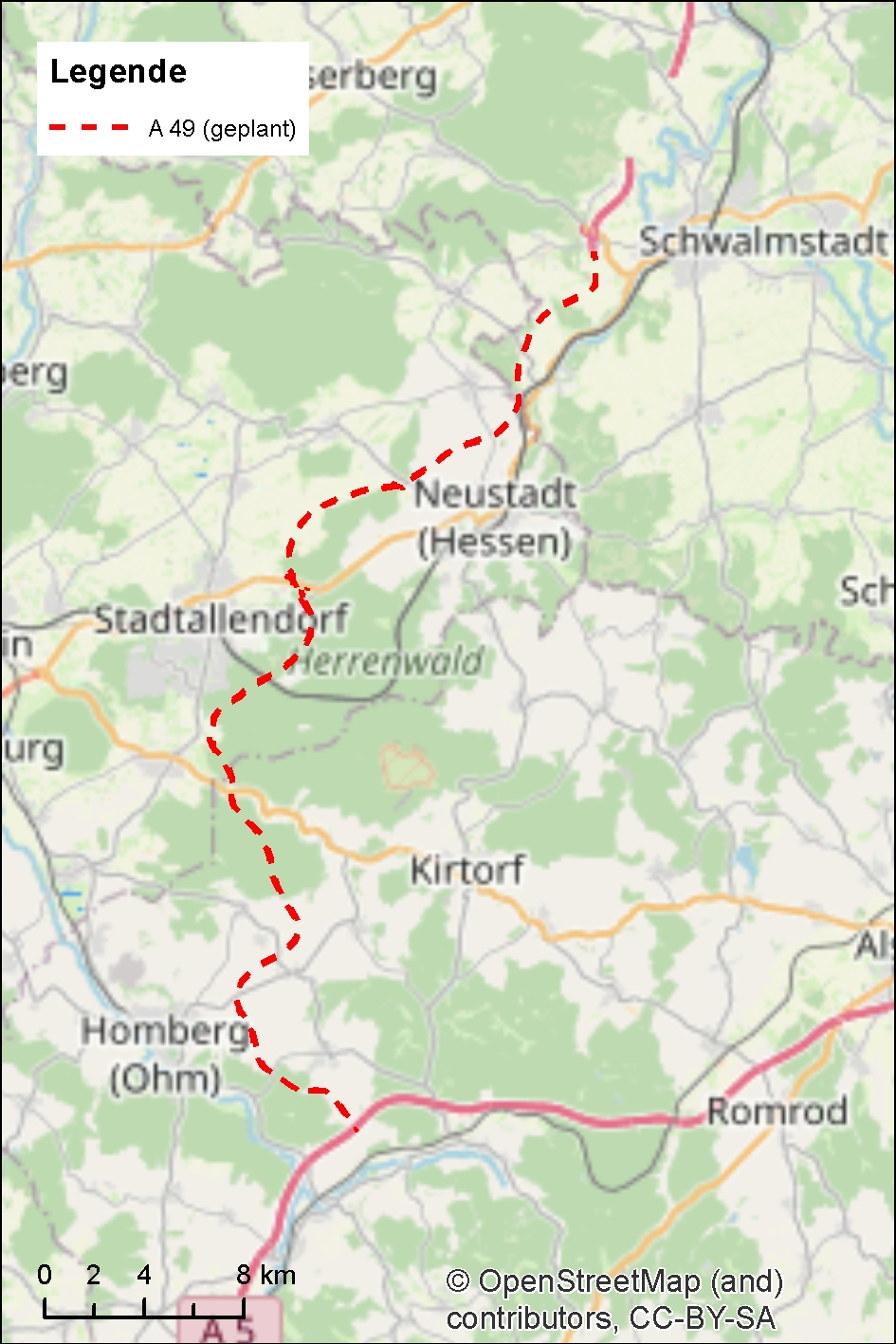
Die beiden letzten Abschnitte von Schwalmstadt über Stadtallendorf bis an die A 5
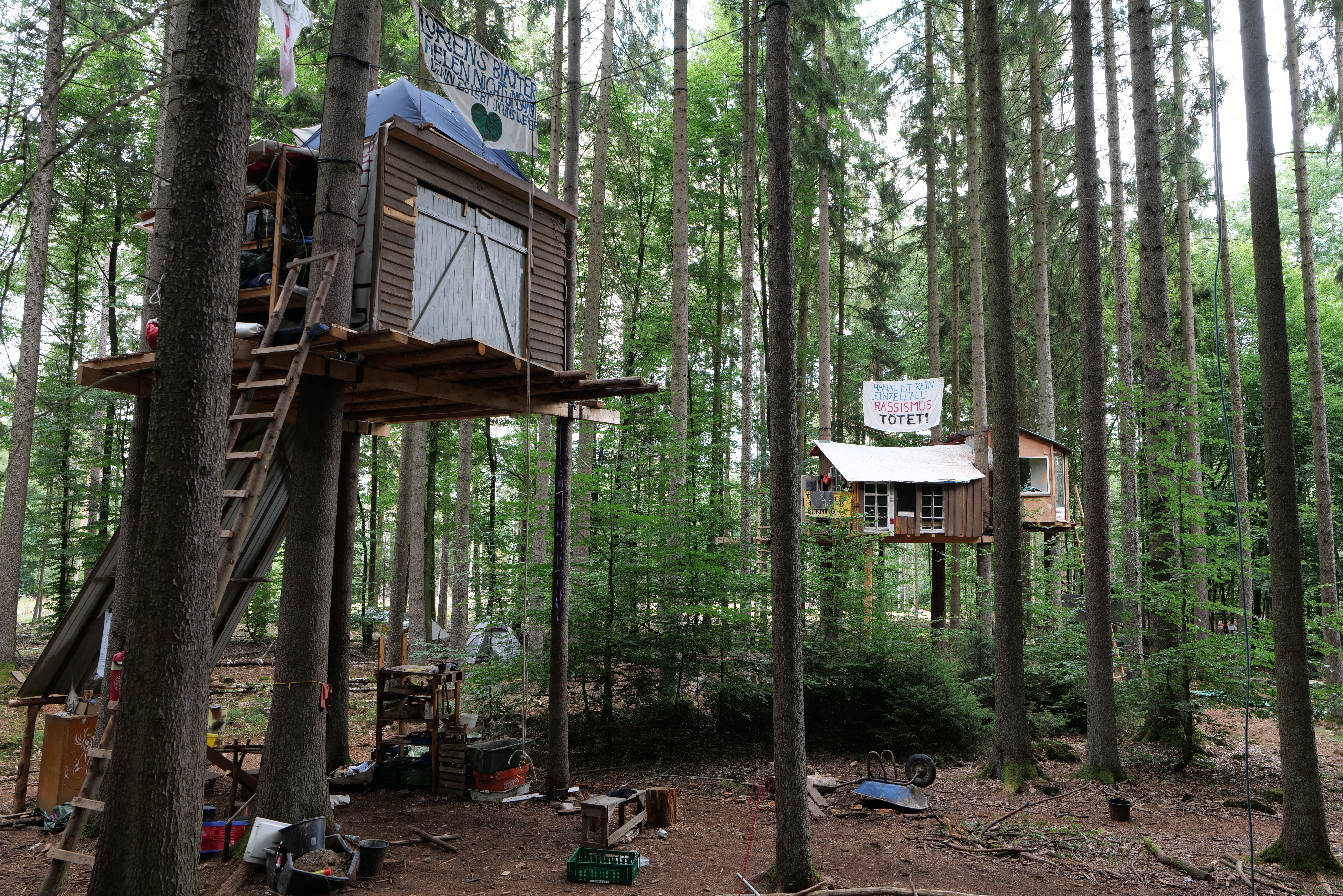
Baumhäuser im Dannenröder Forst bei dessen Besetzung durch Aktivisten 2020
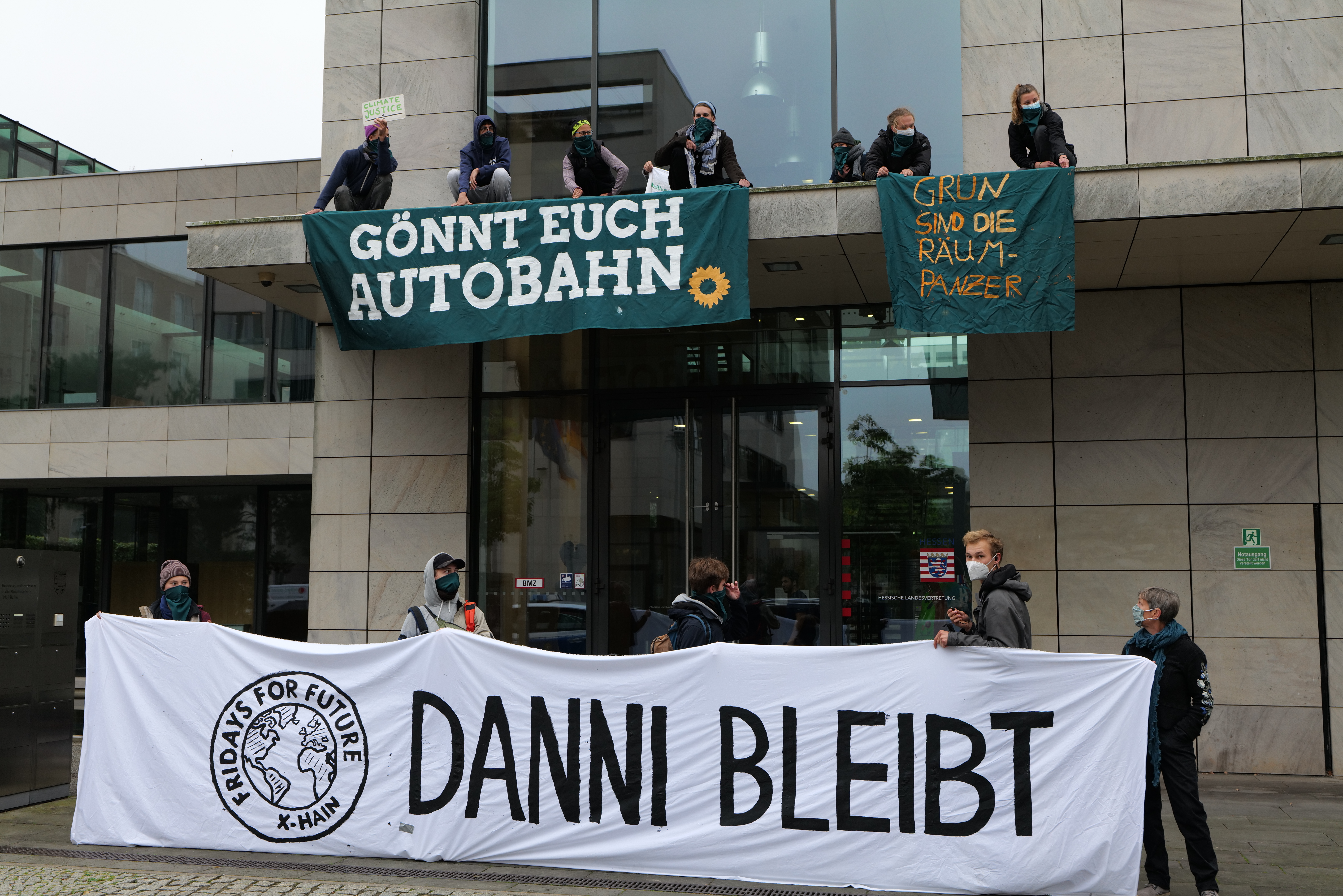
Protestaktion an der Vertretung des Landes Hessen in Berlin aufgrund der Rodungen im Dannenröder Forst
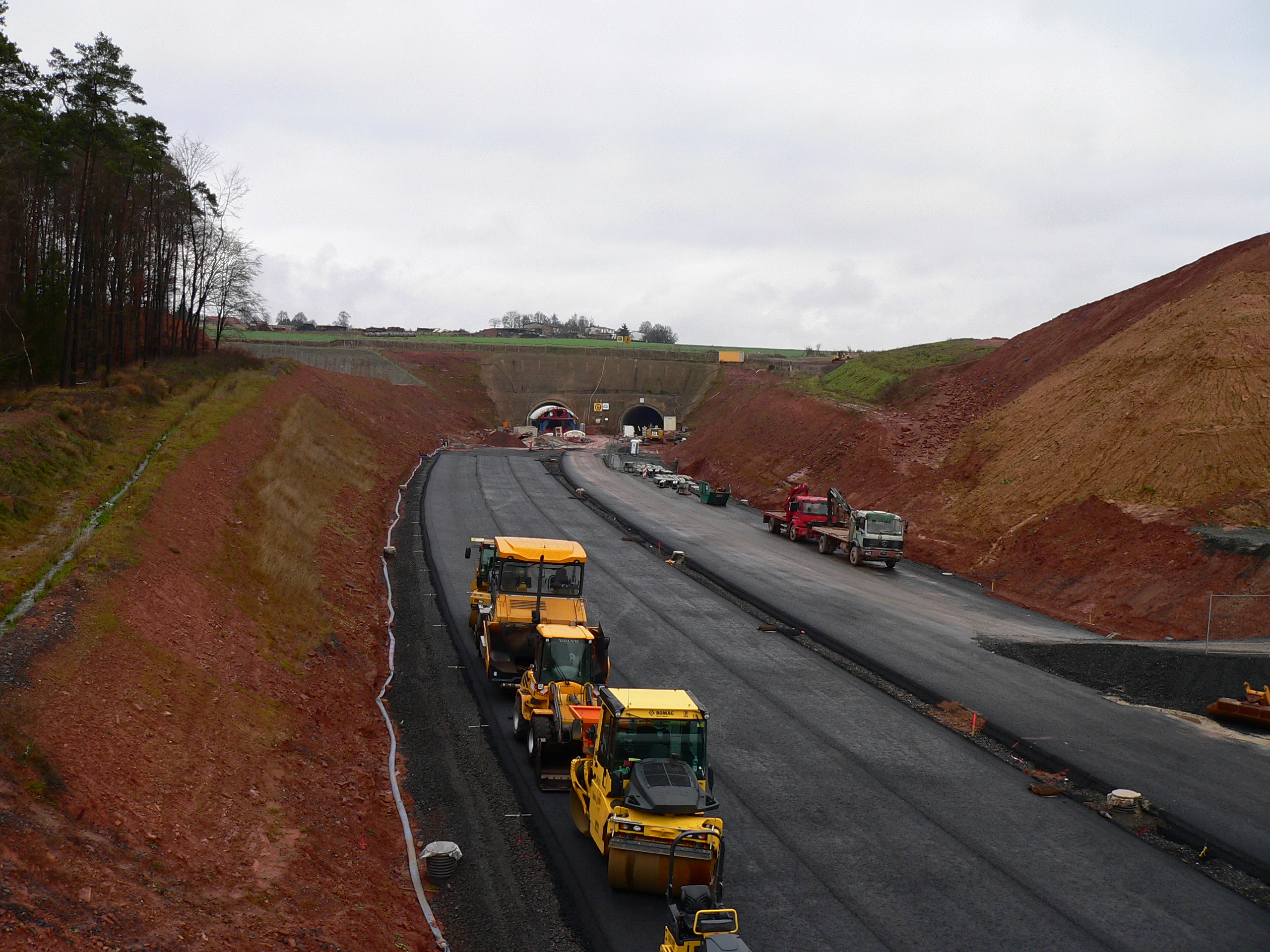
Der Tunnel Frankenhain im Bau (2014)
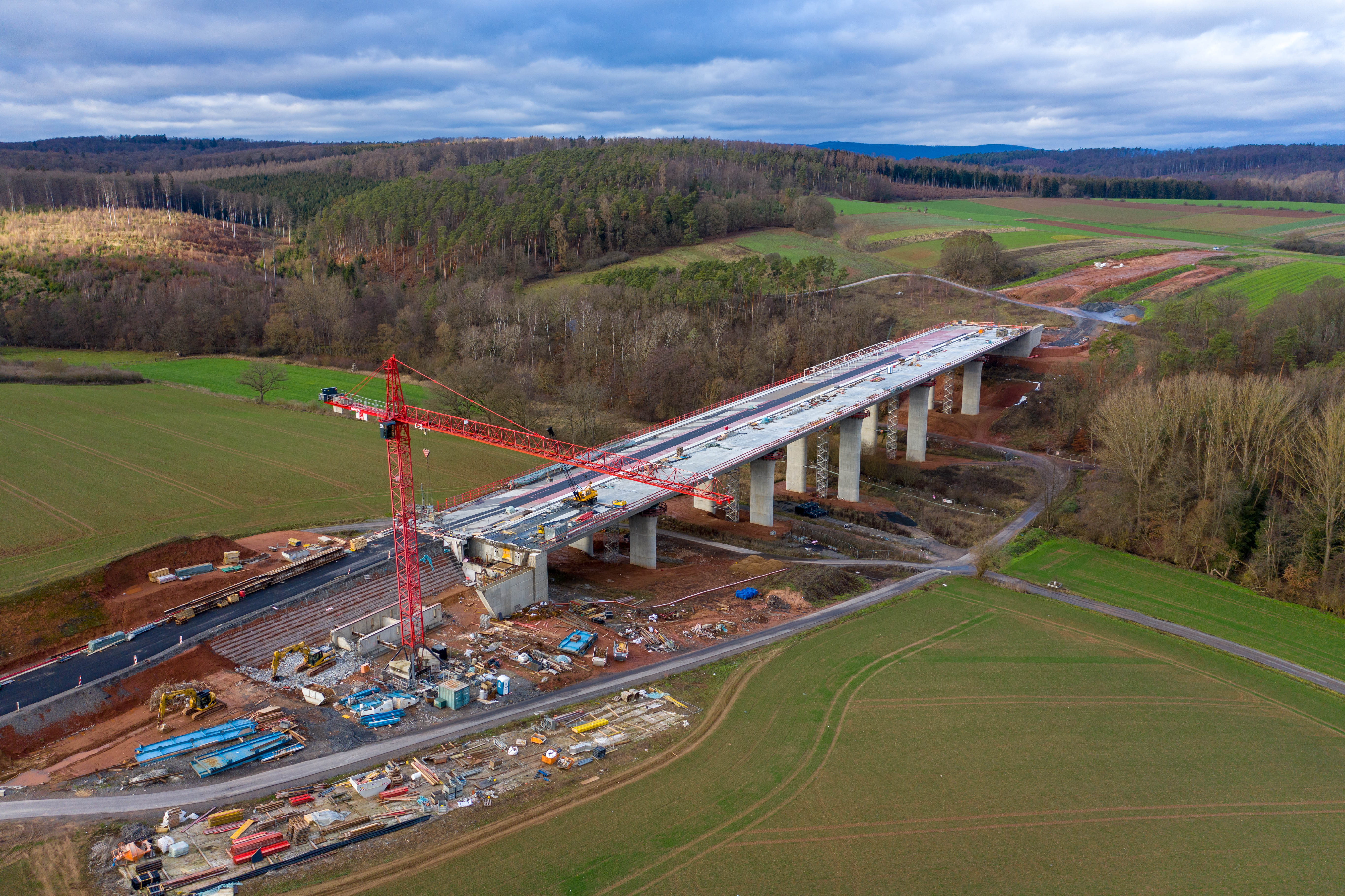
Bau der Talbrücke Katzenbach bei Rommershausen (2018)

Ab dem 1. Oktober 2020 (nach Ende der Vegetationsperiode) begannen Rodungsarbeiten zur Vorbereitung der Bauarbeiten am Bauabschnitt VKE 40, zunächst im Herrenwald und dem Maulbacher Wald.
Verschiedene Organisationen (Aktionsbündnis „Keine A 49!“, BUND, Campact, Fridays for Future, Naturfreunde Deutschlands, Schutzgemeinschaft Vogelsberg) riefen für den 4. Oktober 2020 zur Demonstration gegen den geplanten Bau und die Abholzungen auf. Sie verwiesen auf Klimakrise und Erderhitzung und forderten einen Baustopp für neue Autobahnen, stattdessen den konsequenten Ausbau von Schienenverkehr und ÖPNV für eine grundlegende Verkehrswende. Zudem bedrohe der Neubau der A 49 die Trinkwasserversorgung in der Region. Ab Oktober 2019 wurde der Bereich der Trasse im Dannenröder Forst durch Umweltaktivisten besetzt, die teilweise auch Baumhäuser und Barrikaden errichteten, um den Weiterbau zu verhindern. Im Zuge der Proteste kam es bis Ende 2020 zu zahlreichen mutmaßlichen Gewalttaten durch Aktivisten. Die Polizei hat 450 Straftaten und 1550 Ordnungswidrigkeiten festgestellt. Unter den Vorwürfen befinden sich Landfriedensbruch, tätliche Angriffe auf Polizeibeamte bis hin zu versuchten Tötungsdelikten. Ferner wurden Einsatzkräfte mit Steinen und Fäkalien beworfen und mit Zwillen beschossen.
Am 12. Mai 2022 ordnete das Regierungspräsidium Gießen einen sofortigen Baustopp an, nachdem im Erdaushub der Trasse der A 49 durch den Herrenwald Spuren des hochexplosiven Stoffs Hexyl gefunden wurden. Die Trasse verläuft an dieser Stelle durch das Gelände einer ehemaligen Sprengstofffabrik aus dem Zweiten Weltkrieg. Das Regierungspräsidium ging bei der Erteilung der Baugenehmigung davon aus, dass die Trasse nicht über hochkontaminierte Flächen verlaufen würde. Der Baustopp wurde im August 2022 wieder aufgehoben, nachdem sich der Altlastenverdacht nicht weiter erhärtet hatte. Während des weiteren Baus kam es immer wieder zu Sabotageakten an Baumaschinen und kleineren Protestaktionen.
Am 30. Juni 2022 wurde der Abschnitt zwischen den Anschlussstellen Neuental und Schwalmstadt freigegeben. Die restliche Strecke bis zum Ohmtaldreieck sollte im Dezember 2024 freigegeben werden, wegen Mängelbeseitigung an der Entwässerung verschob sich dies allerdings geringfügig bis zum 21. März 2025, wobei der Abschnitt schon schrittweise vom Vorabend bis in die Nacht freigegeben wurde. Begangen wurde die Eröffnung mit einer kleinen Feierstunde mit geladenen Gästen in der Stadtallendorfer Stadthalle. Bereits am Eröffnungstag musste die Autobahn zwei Stunden voll gesperrt werden, da sich gegnerische Aktivisten von einer Brücke abgeseilt hatten. Andere organisierten einen symbolischen Trauerzug durch Stadtallendorf.
Trotz der vielen Kurven und Steigungen aufgrund der dynamischen Topografie, weshalb die A 49 schon als „die Achterbahn unter Hessens Autobahnen“ bezeichnet wurde, gibt es auf der Strecke kein Tempolimit. Die Projektdauer für den letzten Bauabschnitt zwischen Schwalmstadt und dem Ohmtal-Dreieck betrug 30 Jahre. Der Streckenneubau umfasst in diesem Bauabschnitt vier Fahrspuren auf einer Gesamtbaulänge von 31 km mit 6 Talbrücken sowie 39 Brückenbauwerke. Er kostete 1,45 Milliarden Euro. Des Weiteren wurden 38.000 m² Schutzwände errichtet. In Schwalmstadt entstand ferner eine Autobahnmeisterei. Außerdem wurde nordöstlich der Ausfahrt Homberg (Ohm)-Nord nahe der Ortschaft Appenrod für beide Fahrtrichtungen eine PWC-Anlage erbaut.
In der Anschlussstelle Schwalmstadt ist ein Autohof mit Tankstelle und Raststätte geplant. Aufgrund der geringen Anzahl vorgesehener Stellplätze wird jedoch keine Kennzeichnung entlang der Autobahn erfolgen. Der für 2024 vorgesehene Baustart und die für 2025 vorgenommene Fertigstellung des Autohofs verzögerten sich jedoch. Mittlerweile wurde ein Bebauungsplan für das Vorhaben erlassen.

### Ehemalig geplanter Abschnitt Gießen–Frankfurt am Main
Bereits seit Mitte der 1960er Jahre existierten Planungen eines autobahnähnlich angelegten Bundesstraßenneubaus zwischen Marburg und Langgöns sowie zwischen Bad Nauheim und Friedberg (Hessen). Eine zusammenhängende Planung wurde jedoch erst zu Beginn der 1970er Jahre vorgenommen. Der Plan über den Ausbau der Bundesfernstraßen in den Jahren 1971 bis 1985 sah eine vierstreifige Bundesstraße 3 bzw. 3n zwischen Marburg und Frankfurt am Main vor. Der am 1. Januar 1975 als A 49 bezeichnete Streckenzug nahm diese Planungen auf. An den Abschnitt Kassel–Raum Staufenberg (siehe oben, „ursprüngliche Planung Richtung Gießen“) anschließend sollten die A 4 (geplante Verlängerung aus Richtung Olpe) bei Staufenberg, die A 48 (geplante Verlängerung aus Richtung Montabaur) südlich Lollar, die A  45 bei Linden und die A 5 bei Butzbach kreuzen, um schließlich am Preungesheimer Dreieck auf die heutige A 661 (zunächst auch als A 49 geplant, siehe unten) zu treffen.
In der zweiten Hälfte der 1960er Jahre begann der Bau der Gießener Ostumfahrung. Bis Mitte der 1970er Jahre war zwischen dem Gießener Nordkreuz und Langgöns die Autobahn – teilweise noch einbahnig – fertiggestellt. 1978, keine drei Jahre nach Inkrafttreten der neuen Autobahnnummerierung, wurde die Strecke Marburg–Gießen–Langgöns in A 485 umbenannt. Diese Veränderung stand im Zusammenhang mit der Neuplanung der A  49 im ersten Streckenabschnitt (siehe oben). Hatte die Planung der Fortsetzung der Autobahn von Langgöns nach Preungesheim zunächst noch Bestand, so änderte sich dies 1980 ebenfalls. Mit dem Zweiten Gesetz vom 25. August 1980 zur Änderung des Gesetzes über den Ausbau der Bundesfernstraßen in den Jahren 1971 bis 1985 wurde die Autobahnplanung zwischen Langgöns und Preungesheim aufgegeben. Hintergrund waren neue Überlegungen, die zu einer Überprüfung der Vorhaben im Bundesverkehrswegeplan führten. Im Straßenbaubericht 1980 der Bundesregierung heißt es, dass die Vorhaben „den veränderten Bedingungen, insbesondere dem gegenwärtigen und künftig zu erwartenden Finanzrahmen angepasst werden“ müssen. Als Prioritäten gelten nunmehr die stärkere Berücksichtigung der umwelt- und energiepolitischen Ziele, die Intensivierung des Dialogs mit dem Bürger, die Vermeidung von Parallelplanungen, der Vorrang von Investitionen zur Substanzerhaltung und die Modernisierung des vorhandenen Netzes einschließlich der Erhöhung der Sicherheit vor reinen Neubaumaßnahmen. Die geplante Trasse der A 49 zwischen Langgöns und dem Preungesheimer Dreieck sollte nur wenige Kilometer parallel zur A 5 verlaufen.
Im Bedarfsplan zum Zweiten Gesetz vom 25. August 1980 zur Änderung des Gesetzes über den Ausbau der Bundesfernstraßen in den Jahren 1971 bis 1985 war die Strecke nördlich Bad Nauheim–Friedberg (Hessen)–Bad Vilbel in Stufe I als zweibahniger Bundesstraßenneubau vorgesehen, die Strecke Bad Vilbel–Preungesheim in Stufe I als vierstreifiger Bundesstraßenneubau. Die Strecke Pohlgöns–Butzbach–nördlich Bad Nauheim wurde der Dringlichkeitsstufe 2 als zweistreifiger Neubau zugeordnet. Auch der vierstreifige Ausbau zwischen Okarben und Bad Vilbel befand sich in Stufe 2. Das Dritte Gesetz vom 21. April 1986 zur Änderung des Gesetzes über den Ausbau der Bundesfernstraßen stufte den Abschnitt südlich Friedberg (Hessen)–Karben als weitere Planung ab. Vordringlich blieben hingegen die OU Bad Nauheim, die OU Friedberg (Hessen) und die Strecke Karben–Bad Vilbel (jeweils zweistreifig) sowie Bad Vilbel–Preungesheim (vierstreifig). Auch der vierstreifige Ausbau zwischen Okarben und Bad Vilbel war in der weiteren Planung enthalten. Gegenwärtig sind bis auf einen kurzen Abschnitt zwischen Butzbach und Bad Nauheim alle anderen Teilstrecken dieses Abschnittes realisiert oder finden sich im Bundesverkehrswegeplan 2030 wieder.
Bisher wurden von der ehemals als A 49 geplanten folgende Abschnitte als Bundesstraßen fertiggestellt:
| Abschnitt                                                                 | Freigabe        | Länge  | Bemerkungen                                                                                        |
| ------------------------------------------------------------------------- | --------------- | ------ | -------------------------------------------------------------------------------------------------- |
| AS Gisselberg (Stadtautobahn Marburg) und AS Roth                         | 2011            | 5,0 km | vierstreifig, als Bundesstraße 3 gewidmet                                                          |
| AS Roth und AS Fronhausen/Bellnhausen                                     | 1999            | 4,3 km | vierstreifig, als Bundesstraße 3 gewidmet                                                          |
| AS Fronhausen/Bellnhausen und AS Staufenberg-Nord                         | 1994            | 5,9 km | vierstreifig, als Bundesstraße 3 gewidmet                                                          |
| AS Staufenberg-Nord–Gießener Nordkreuz                                    | 1980            | 4,2 km | vierstreifig, als Bundesstraße 3 gewidmet                                                          |
| Gießener Nordkreuz (A 480)–AS Gießen-Grünberger Straße                    | 1975            | 4,5 km | als A 485 gewidmet                                                                                 |
| AS Gießen-Grünberger Straße–AS Gießen-Schiffenberger Tal                  | 1972            | 2,5 km | als A 485 gewidmet                                                                                 |
| AS Gießen-Schiffenberger Tal–AS Linden                                    | 1974            | 5,3 km | als A 485 gewidmet                                                                                 |
| AS Linden–AS Langgöns                                                     | 1968            | 6,3 km | Aufstufung zur Bundesautobahn 485: 1972                                                            |
| AS Langgöns – Pohlgöns                                                    | 1962–1965       | 4,5 km | z. T. einbahnig als Bundesstraße 3                                                                 |
| OU Bad Nauheim, 1. Bauabschnitt (AS Rödger Weg bis AS Frankfurter Straße) | 1989            | 1,2 km | einbahnig, als Bundesstraße 3 gewidmet                                                             |
| OU Bad Nauheim, 2. Bauabschnitt                                           | 1995            | 6,6 km | einbahnig, als Bundesstraße 3 gewidmet, davon etwa 3 km auf der ursprünglich geplanten A 49-Trasse |
| OU Friedberg (Hessen)                                                     | 2009            | 6,0 km | einbahnig, als Bundesstraße 3 gewidmet                                                             |
| OU Nieder- und Ober-Wöllstadt                                             | 14. August 2017 | 6,6 km | einbahnig, als Bundesstraße 3 gewidmet                                                             |
| Kloppenheim–Bad Vilbel                                                    | 1990            | 5,3 km | einbahnig, als Bundesstraße 3 gewidmet                                                             |
| Bad Vilbel–Preungesheimer Dreieck (A 661)                                 | 1990            | 3,6 km | vierstreifig, als Bundesstraße 3 gewidmet                                                          |

Im Bundesverkehrswegeplan 2030 sind folgende Strecken enthalten:
- OU Karben/Kloppenheim: zweistreifiger Neubau (1,7 km, Vordringlicher Bedarf)
- OU Karben/Okarben: zweistreifiger Neubau (3,4 km, Vordringlicher Bedarf)
- OU Butzbach (A 5–Windhof): zweistreifiger Neubau (4,3 km, Vordringlicher Bedarf)

### Als A 661 realisierter Abschnitt Frankfurt am Main–Darmstadt
Die Planung einer leistungsfähigen Ostumgehung der Stadt Frankfurt am Main, die später in den ab 1. Januar 1975 als A  49 bezeichneten Streckenzug aufgenommen wurden, geht auf die Generalstraßenpläne Frankfurts aus den Jahren 1934 und 1938 zurück. 1934 wurde zunächst nur an den Bau einer neuen Mainbrücke in Verlängerung des Ratsweges bis Offenbach-Taunusring und die Weiterführung dieser neuen Verbindung als Südumgehung von Offenbach zur heutigen B 448 gedacht. 1938 entstand dann das Vorhaben, vom Bad Homburger Autobahnzubringer über Eckenheim, Preungesheim und Seckbach einen Anschluss an die Ratswegbrücke und die Verlängerung des Ratsweges herzustellen. Nach dem Zweiten Weltkrieg wurden diese Planungen wieder aufgegriffen und mündeten zu Beginn der 1960er Jahre in den Entwurf der B 3a/B 456 von Oberursel über Bonames, Preungesheim, Bornheim, Offenbach zur B 46. In der zweiten Hälfte der 1960er Jahre entstand schließlich das Vorhaben, diese Bundesstraße als Autobahn über Sprendlingen, Dreieichenhain, Langen, Egelsbach, Wixhausen, östlich Darmstadt-Arheilgen bzw. westlich Darmstadt-Kranichstein, Darmstadt-Ost und südlich Darmstadt-Bessungen und Darmstadt-West bzw. nördlich der Ludwigshöhe Darmstadt zur A 5 bei Darmstadt-Eberstadt zu führen (Dreieck Darmstadt-Süd). Ab 1971 war die Autobahn ab Oberursel durch den Frankfurter Osten nach Darmstadt unter der internen Bezeichnung „Autobahn 91“ im Ausbauplan der Bundesfernstraßen für die Jahre 1971 bis 1985 enthalten.
Mitte der 1970er Jahre wurden die Planungen von autobahnähnlichen Bundesstraßen bzw. Bundesautobahnen zwischen Kassel und Gießen sowie Gießen und Frankfurt am Main mit der Planung der „Autobahn 91“ unter der neuen Nummerierung als A  49 zusammengeführt. Bereits 1978 wurde jedoch die gesamte Verbindung als A 661 bezeichnet. Zudem wurde die Trassenführung im Raum Darmstadt verändert. Die stadtnahe Führung bei Darmstadt zwischen Egelsbach und der B 26 mit dem geplanten Kreuz mit der A 680 wurde aufgegeben und stattdessen eine Anbindung an die A 680 westlich Roßdorf in Gestalt eines Autobahndreiecks ins Auge gefasst. Die Südumfahrung Darmstadts sollte hingegen unverändert zur Ausführung kommen, so dass das im Osten Darmstadts vorgesehene Autobahnkreuz zum Autobahndreieck umgeplant wurde. Mit dem Zweiten Gesetz vom 25. August 1980 zur Änderung des Gesetzes über den Ausbau der Bundesfernstraßen in den Jahren 1971 bis 1985 wurde auch in diesem Abschnitt die Planung der A  49 bzw. A 661 zwischen der Anschlussstelle Egelsbach und dem Autobahndreieck Darmstadt-Süd gestrichen. Vorgesehen waren lediglich eine Teilortsumgehung südlich von Darmstadt zwischen der B 449 und Darmstadt-Eberstadt sowie eine Teilortsumgehung östlich von Darmstadt zwischen der Landesstraße 3094 (Darmstadt–Dieburg) und der B 26, jeweils als zweistreifige Bundesstraßenneubauten in Dringlichkeitsstufe I. Das Dritte Gesetz vom 21. April 1986 zur Änderung des Gesetzes über den Ausbau der Bundesfernstraßen sah lediglich noch eine Verbindung zwischen Roßdorf-West (B 26n) und der B 3 nördlich von Darmstadt als zweistreifiger Bundesstraßenneubau in Stufe I vor, dessen Trasse jedoch in keinem Teilabschnitt mit jener der A  49 identisch war.
Die Fortführung der A 661 südlich der Anschlussstelle Egelsbach wurde nicht wieder in den Bedarfsplan aufgenommen. Dies blieb nicht ohne Auswirkungen auf die fertiggestellten Abschnitte der A 661, denn die Bedeutung der Autobahn südlich des Offenbacher Kreuzes entsprach nicht mehr den Erwartungen bei ihrer Errichtung. So wurde eine Tank- und Rastanlage bei Dreieich abgerissen. Im Bundesverkehrswegeplan 2003 ist der Abschnitt Anschlussstelle Egelsbach–Autobahndreieck Darmstadt-Süd ebenfalls nicht enthalten. Zwischen den Anschlussstellen Frankfurt-Seckbach und Frankfurt-Hanauer Landstraße ist die zweite Fahrbahn im vordringlichen Bedarf des Bundesverkehrswegeplans eingestellt. Die Erweiterung soll im Zusammenhang mit der Errichtung des Autobahndreiecks Erlenbruch und des Riederwaldtunnels im Zuge der A 66 erfolgen.
Bisher wurden folgende Abschnitte fertiggestellt (alle als A 661 gewidmet):
| Abschnitt                                             | Freigabe  | Länge  | Bemerkungen |
| ----------------------------------------------------- | --------- | ------ | --- |
| Kaiserleibrücke (Mainbrücke)                          | 1964      | 0,2 km | |
| AS Dreieich bis AS Egelsbach                          | 1972      | 9,7 km | |
| Kaiserleibrücke bis AS Offenbach-Taunusring           | 1972      | 1,8 km | einschließlich Hochstraße Strahlenberger Kreisel (in Offenbach allgemein Kaiserlei-Kreisel genannt)/AS Offenbach-Kaiserlei mit 0,6 km Länge |
| AS Taunusring–AS Sprendlingen                         | 1974–1976 | 7,4 km | einbahnig: 1974; Fertigstellung des Offenbacher Kreuzes 1975; zweite Fahrbahn: 1976                                                         |
| AS Frankfurt-Eckenheim bis AS Frankfurt-Seckbach      | 1985      | 2,4 km | |
| prov. AS Riederwald bis Kaiserleibrücke               | 1986      | 1,4 km | |
| AS Frankfurt-Seckbach–AS Frankfurt-Hanauer Landstraße | 1995      | 3,3 km | einbahnig, jedoch vierstreifig |

## Trivia
Im Zuge der Veranstaltung Tag der Bundeswehr in Fritzlar wurde der Abschnitt zwischen den Anschlussstellen Gudensberg und Neuental am 13. Juni 2015 voll gesperrt und zum längsten Parkplatz Deutschlands umfunktioniert.
Ein Unfall auf der A 49 führte zu einem der ersten Urteile darüber, ob die Aufzeichnung einer Dashcam vor Gericht als Beweismittel verwertet werden darf.